# Oenothera mendocinensis
Oenothera mendocinensis là một loài thực vật có hoa trong họ Anh thảo chiều. Loài này được Gillies ex Hook. & Arn. mô tả khoa học đầu tiên năm 1833.